# Mona Mahmudnizhad
Mona Mahmudnizhad (10 september 1965 – 18 juni 1983) was een 17-jarig meisje uit Iran dat werd opgehangen vanwege haar geloof in de Bahai-religie, samen met negen andere Perzische meisjes en jonge vrouwen. Op 23 oktober 1982 werd Mona met enkele familieleden opgepakt bij een huiszoeking. Op 18 juni 1983 werd ze opgehangen. Haar dood werd het onderwerp van het toneelstuk A Dress for Mona.